# 칼리 피어스
칼리 피어스(Carly Pearce, 1990년 4월 24일 ~ )는 미국의 컨트리 싱어송라이터이다.

## 음반 목록
- Every Little Thing (2017)
- Carly Pearce (2020)
- 29: Written in Stone (2021)